# Željko Zovko
Željko Zovko je hrvatski rukometni trener i bivši rukometni reprezentativac. Igrao je za RK Medveščak, na mjestu vanjskog igrača, "režisera". Igrao je za reprezentaciju Jugoslavije s kojom je na Mediteranskim igrama u Splitu 1979. godine osvojio zlato. Za Jugoslaviju odigrao je ukupno 28 utakmica. 
1980-ih je igrao i trenirao klubove u SR Njemačkoj. U SG Wallau-Massenheimu bio je igrač-trener u dvama navratima: 1982. i 1986. godine. 1982. se s njima SG Wallau-Massenheim plasirao u 2. ligu. Sa Zovkom je njemački rukometni klub TV Eitra 1990-ih postigao svoj veliki uspjeh: ovaj je seoski klub poveo od 4. više lige (4. Oberliga) i doveo ga do 1. Bundeslige.